# Oltrona al Lago
Oltrona al Lago è una frazione del comune italiano di Gavirate.

## Storia
Oltrona è un piccolo centro abitato di antica origine, già appartenente alla pieve di Varese. Posto sul lago di Varese, comprendeva la piccola frazione di Groppello.
Registrato agli atti del 1751 come un borgo di 169 abitanti, nel 1786 Morosolo con Oltrona con Groppello entrò per un quinquennio a far parte dell'effimera Provincia di Varese, per poi cambiare continuamente i riferimenti amministrativi nel 1791, nel 1798 e nel 1799. Alla proclamazione del Regno d'Italia nel 1805 risultava avere 283 abitanti.
In età napoleonica nel 1809 il comune di Oltrona fu soppresso e aggregato al limitrofo comune di Morosolo, a sua volta soppresso e aggregato a Luvinate nel 1812. Tutti i centri recuperarono l'autonomia nel 1816, in seguito all'istituzione del Regno Lombardo-Veneto.
All'Unità d'Italia nel 1861 Oltrona contava 516 abitanti. Nel 1864 il comune assunse la nuova denominazione di Oltrona al Lago.
Il comune, coi suoi 808 abitanti, venne soppresso nel 1927 e aggregato al comune di Gavirate.